# Иванка Бадалска-Муерова
Иванка Бадалска-Муерова е българска състезателка по кану-каяк, дългогодишна и многократна републиканска шампионка.

## Биография
Иванка Бадалска е родена на 27 декември 1963 г. в село Стряма, Пловдивско. Учи в Средно спортно училище „Васил Левски“ в Пловдив и започва спортната си кариера през 1977 г. в Спортен клуб по кану-каяк „Тракия“ в Пловдив. Завършила е Националната спортна академия, откъдето има степен Бакалавър по „Физическо възпитание“.
От 1981 г. е включена в Националния отбор на България. Като такава от 1981-1987 г. е в неизменната шестица на Европейски и Световни първенства, с партньорката си и съотборничка Огняна Душева-Петрова. Заедно с нея през 1987 г. печели бронзов медал на К2 – 500 м, на Световното първенство в Дуисбург.

## Награди
- Номинирана за една от 10-те най-добри спортистки на България в дисциплината каяк – жени.
- Медал „Олимпийски заслуги“ от Български Олимпийски Комитет.
- „Почетна значка на град Пловдив“, 2004 г.[2]